# Ebba Boström
Ebba Augusta Boström, född 5 september 1844 på Östanå slott i Kulla socken, död 10 maj 1902 i Uppsala, var grundaren av Samariterhemmet i Uppsala, som efter Boströms död utvecklades till Sveriges andra diakonissanstalt efter Ersta. 

## Biografi
Hon var född på Östanå slott i Roslagen, dotter till lagmannen Erik Samuel Boström, och var syster till statsminister Erik Gustaf Boström och skolgrundaren Elisabeth von Bahr samt brorsdotter till filosofen Christopher Jacob Boström. Hon var elev i Klosterskolan (Uppsala). Hon kom med i den nyevangeliska väckelsen och med inspiration från England, där hon 1878–1881 arbetat vid Pennefatherska diakonissanstalten i London ville hon grunda ett fattigsjukhus. Efter hemkomsten till Sverige övertog hon 1882 Sedlighetsföreningen i Uppsalas räddningshem. På Ebba Boströms bekostnad utvidgades verksamheten, och nya lokaler införskaffades fler gånger. Efter hand övergick räddningshemmet att bli uppfostringsanstalt för tjänarinnor, och ett barnhem invigdes 1886, jämte ett nytt sjukhus 1893. Till sjukhuset knöts även utbildning av diakonissor och sjuksköterskor. 1899 överlämnade Boström hela verksamheten åt stiftelsen Samariterhemmet.
Från början var hon starkt påverkad av den anglosaxiska frikyrkorörelsen nära och trodde på "troshelbrägdarörelsen", men närmade sig senare svenska kyrkans tankar.
Ebba Boström ligger begravd på Uppsala gamla kyrkogård.